# Ercheia albirenata
Ercheia albirenata là một loài bướm đêm trong họ Noctuidae.